# Kopárfásítás
A kopárfásítás erdőművelési eljárás, amely azt a célt szolgálja, hogy a korábban feltehetőleg erdőkkel borított, de a történelmi idők során fátlanná vált – emiatt a talajának termőrétegét is részben vagy teljesen elvesztett – élőhelyeket rehabilitálni lehessen. Az eljárás első igazi eredménye az, ha megállnak a területen a talajpusztulási folyamatok, a hosszú távú cél pedig az, hogy az őshonos erdőtársulásokat is sikerüljön helyreállítani.
Magyarországon a legtöbb kopárfásításra az 1920-as évek vége és az 1970-es évek között került sor, szinte kivétel nélkül dolomitos és mészköves alapkőzetű lejtőkön. A felhasznált fafaj a legtöbb helyen feketefenyő, néha, ahol a területe adottságai lehetővé tették, csertölgy vagy molyhos tölgy volt, de a Balaton-felvidéken erdeifenyőt is alkalmaztak. A legsikeresebb ilyen akciók helyszínein a XXI. század elejére sikerült eljutni odáig, hogy megkezdődhetett a kopárfásításhoz használt tájidegen fafajok folyamatos visszaszorítása, az eredeti vegetáció helyreállításával.

## A magyarországi kopárfásítások története

### A pilisvörösvári-piliscsabai Kopárok

#### Előzmények
Hazánk talán legismertebb és történetileg is legjobban dokumentált kopárfásítása Pilisvörösvár és Piliscsaba térségében, a Zajnát-hegyeken és az Őr-hegyen történt, de a Budai-hegységben – budapesti, solymári és pilisszentiváni erdőterületeken –, a Balaton-felvidéken, illetve az ország más részein is jellemzően hasonló tényezők vezettek el a kopárfásításig. Ebben a térségben a hegyek korábban gazdag erdőborításúak voltak, de már a 18. századtól kedvező megélhetést kínált az itt élőknek a fák kitermelése és a faanyagnak a közeli fővárosban való értékesítése, hiszen ott épületfaként és tűzifaként is folyamatos volt a jó minőségű fa iránti igény. A fák kitermelése a földesúri família, a folyamatosan szegényedő Karátsonyi család számára is jó anyagi haszonnal kecsegtetett, az erdőfelújításokra pedig – nyilván azok költségigénye miatt – minimális gondot fordítottak, helyette legeltetés céljára adták bérbe a letermelt erdők területeit a lakosoknak.
A pótlás nélküli nagy mértékű erdőirtás és a legeltetéssel járó taposás hatására a természetes újulat sorsa is megpecsételődött, és az erősen bolygatott hegyoldalakon egyre inkább az erózió és a defláció vált a két legfontosabb felszínalakító tényezővé. A folyamathoz hozzájárultak még a környék XIX. század végi kőbányanyitásai, melyek együttes hatására a XX. század elejére sziklás kopárok alakultak ki. A folyamatok ekként történt lejátszódását jól tükrözik a térségről készült különböző katonai térképek: az 1782-85 között készült térkép például Piliscsaba és Pilisvörösvár között még összefüggő erdőséget jelez, a XIX. század első felében készült felmérésen ugyanezt a területet már cserjés-bozótos területként jelölik, a Katonai Földtani Intézet 1872-84 között szerkesztett térképe pedig már kopárként tünteti fel ezt a részt.
Európában akkoriban már felfigyeltek a korábban mértéktelen, meggondolatlan erdőirtások okozta károkra és veszélyekre, ezért több országban is intézkedéseket léptettek életbe az erdőterületek helyreállítása érdekében. Az Osztrák–Magyar Monarchia is csatlakozott ezekhez a kezdeményezésekhez és már 1879-ben, majd 1894-ben is elrendelték a kopárok összeírását és visszaerdősítését. A helyzet azonban ekkorra már olyan mértéket öltött, ami miatt az állam részéről anyagi segítségre is szükség lett volna, kellő mennyiségű pénz hiányában viszont a munka mindkét ízben leállt.

#### Megindul a kopárok fásítása
1913-ban a magyar kormány ismét elrendelte az elkarsztosodott és kopár korábbi erdőterületek visszaerdősítését, a gazdasági hasznosíthatóságuk érdekében, az első világháború miatt azonban érdemi intézkedések nemigen történtek. 1936-ban újabb hasonló rendelet jelent meg, ám addigra a pilisi térségben már ettől függetlenül is megindult a kopárfásítás. Az első ilyen akció a pilisvörösvári Őr-hegyen kezdődött meg 1926-ban, ezt Karátsonyi Imre rendelte meg az akkori szentendrei erdőgondnokság szakmai irányítása mellett. Az ültetéshez gödröket ástak a kopár hegyoldalban, majd azokba gödrönként 2-3 feketefenyő csemetét ültettek.
1954-ben ismét megjelent egy kormányhatározat a fátlan erdőterületek újrafásítását előírva, 1040/1954-es számmal, ami után a munkák újabb lendületet kaptak. A térség kopárfásítását Dévényi Antal erdészetvezető, valamint Szénási Ferenc és Bertán József kerületvezető erdészek irányították, vezetésük alatt a következő időszakban évente kb. 40-50 hektár betelepítése valósult meg. A munka intenzitását magas szinten is elismerték, és Dévényi Antal már 1957-ben megkaphatta az erdészeknek adható legmagasabb szakmai elismerést, a Bedő Albert-díjat, legfőképpen azért a tevékenységéért, hogy addigra már több száz hektáron valósította meg a kopárfásítást.
Az erdősítés ekkor már elsősorban magvetéssel történt, keskenypadkás talajelőkészítés után, amihez a szükséges magot helyben gyűjtötték, februári hónapokban az idősebb fenyőállományokról; a magvetéses eljárást az egész országban itt alkalmazták elsőként sikerrel nagyüzemi méretekben. A munkákkal párhuzamosan több ezer kis méretű hordalékfogó gátat is építettek a terület meredekebb részein, elsősorban a víz által már kimosott árkokba, az erózió meggátlására. A jobb termőhelyi adottságú részeken pedig már akkor megpróbálkoztak őshonos fajok ültetésével; ez általában cser vagy molyhos tölgy volt, amiket csemeteként telepítettek el.
Ez a telepítési folyamat egészen az 1970-es évekig tartott, ám közben kissé elfajult, egy időben nagyobb teret nyert ugyanis az az állami erdészeti megközelítés, hogy érdemes az ilyen területeken olyan intenzitással ültetni a feketefenyőt, hogy az gazdasági hasznot is hajtson. Ez a nézet azonban megbosszulta magát, mert a sűrű sorokban ültetett fenyők zárt lombozata alatt a korábban meglévő aljnövényzet is megritkult vagy kipusztult, miközben a feketefenyő magas gyantatartalma és nehezen feltisztuló törzse, göcsös ágszerkezete miatt csak csekély értékű faanyaghoz juthattak így hozzá, aminek ráadásul még a kitermelése is rendkívül költséges volt.

### Tűzesetek
A pilisvörösvári-piliscsabai erdőterületen a XX. század vége felé még egy szakaszban történt jelentősebb – kényszerű – kopárfásítás, azt követően, hogy 1993. augusztus 10-én a rendkívüli szárazságban tűz ütött ki a Vörös-hegyen, és a lángokat csak tíz napi megfeszített munka árán lehetett csak megfékezni. A tűz pusztítása majdnem száz (98,1) hektárt érintett, ahol először az értéktelenné vált, mintegy 17 ezer köbméternyi faanyagot kellett letermelni, ami után az ismét kopárrá váló részeken gyakorlatilag újra lehetett kezdeni az évtizedekkel korábban már elvégzett eljárást. A munkához ezúttal is feketefenyő magokat és csemetét, a kicsit vastagabb termőrétegű részeken molyhostölgy- és csercsemetéket alkalmaztak.
Korábban már az 1940-es években is volt hasonló mértékű erdőtűz a területen, ami elvitte az addig megvalósított kopárfásítások jelentős részét – ezt később pótolták –, illetve az 1990-es években és 2000 körül Solymáron és Pilisszentivánon is voltak olyan erdőtüzek, amelyek kopárfásított erdőrészeket pusztítottak el. Mindezek a tűzesetek rávilágítottak a feketefenyő egy újabb hátrányára: gyantás avarja és lombja gyúlékonyabb más erdőállományokéhoz képest. Ez is arra ösztönözte az illetékes erdészeteket, hogy ahol erre már megteremtődött a lehetőség, igyekezzenek apránként visszaszorítani a tájidegen feketefenyőket, helyükre őshonos fafajokat telepítve, illetve azok természetes terjedését előmozdítva.

## A magyarországi kopárok helyzete ma
Hazánkban a XX. század végére a feketefenyő telepítése által nyújtott védelem eredményeként a legtöbb ilyen területen megálltak, sőt visszafordultak a talajpusztulási folyamatok, így több helyütt már az őshonos erdőtársulások fafajainak visszatelepítése, valamint spontán visszatelepülése is lehetővé vált. Jelenleg már több ilyen területen zajlik a feketefenyő állományának gyérítése és visszaszorítása mesterséges beavatkozásokkal. Az állami erdőgazdaságok közül csak a Pilisi Parkerdőnél több száz hektáros nagyságrendben végzik a feketefenyvesek átalakítását, amihez az anyagi fedezetét részben pályázatokból, részben saját gazdálkodásuk révén teremtik elő.
Az erdészetek távlati célja az érintett területek feketefenyveseinek teljes visszaalakítása őshonos lomberdőkké, ahol pedig az újraerdősítés az extrém termőhelyi viszonyok miatt nem lehetett sikeres (pl. gerincek, sziklakibúvások, extrém felszíni alakzatok), ott az ökológiai szempontból ugyancsak értékes, másodlagosan kialakult sziklagyepes növénytársulások megőrzése.